# Австралазія на літніх Олімпійських іграх 1908
У зв'язку з тим, що Олімпійська асоціація Нової Зеландії була утворена тільки 1911 року, на літніх Олімпійських іграх 1908 спортсмени Нової Зеландії виступали єдиною командою зі спортсменами Австралії. Ця об'єднана команда виступала як команда Австралазії і завоювала п'ять олімпійських медалей.

## Медалісти

### Золото
- Збірна Австралії — регбі

### Срібло
- Реджинальд Бейкер (Австралія) — бокс, середня вага
- Френк Борепейр (Австралія) — плавання, 400 м вільним стилем

### Бронза
- Гаррі Керр (Нова Зеландія) — легка атлетика, спортивна ходьба на 3500 м
- Френк Борепейр (Австралія) — плавання, 1500 м вільним стилем